# Félix Bogaerts
Pour les articles homonymes, voir Bogaerts.
Félix, Guillaume, Marie Bogaerts, né le 2 juillet 1805 à Bruxelles et mort le 16 mars 1851 à Anvers, est un historien, écrivain, romancier et poète belge.

## Biographie
Orphelin dès son plus jeune âge, Félix Bogaerts fut élevé par son oncle, le notaire Pinson.
En 1828, il obtient, avec distinction, le grade de candidat en philosophie et lettres à l’université de Gand et est nommé quelque temps après professeur au collège de Menin.
En 1834, il passe à la chaire d’histoire et de géographie de l’Athénée royal d'Anvers (nl), qu’il occupa pendant 17 ans. Toujours avide d’étendre le cercle de ses études et de ses connaissances, il consacrait les loisirs de ses vacances scolaires à des voyages instructifs : en 1835, il visita l’Angleterre et l’Écosse, avec le peintre Nicaise de Keyser, son ami le plus intime ; en 1836 ce fut Paris, que les touristes choisirent pour but de leur excursion littéraire et artistique. En 1840, il parcourut la Suisse, et en 1844, la Hollande.
L’Académie royale d'archéologie de Belgique ayant été fondée en 1842, à Anvers, Félix Bogaerts en fut le premier secrétaire perpétuel et, le 8 janvier 1847, il fut élu membre de l’Académie royale de Belgique, dans la section scientifique et littéraire de la classe des Beaux-Arts.
En 1849, il se marie avec Louise Le Mair.
La carrière littéraire de Félix Bogaerts commença en 1833, par sa collaboration, avec Edward Marshall, à la Bibliothèque des antiquités de la Belgique, dont il parut deux volumes.
En 1834, il se représente au théâtre de Bruxelles, avec un drame en trois actes sur Ferdinand Alvarez de Tolède ; la pièce fut livrée par de la publicité et n’eut aucun succès scénique. Cet auteur ne l’a reproduite que dans ses Œuvres complètes.

## Publications
- Histoire civile et religieuse de la colombe depuis les temps les plus reculés jusqu'à nos jours, Anvers, 1847,  impr. de J.-E. Buschmann, 280 p., illustré par Johan Bernhard Wittkamp, lire en ligne sur Gallica
- Litanies historiques des saints de la Belgique, publié en 1847[3].
- Histoire du culte des saints en Belgique, envisagé comme élément social, publié en 1848 à Anvers[3].
- Ferdinand Alvarez de Tolède, drame historique en 3 actes, Anvers, 1834, ed. Ancelle, 144 p.
- Recueil d'autographes fac-similés lettres, extraits de manuscrits, signatures etc.,  (collection de Félix Bogaerts), Anvers, 1846, 51 p. lire en ligne sur Gallica
- Dympne d'Irlande, légende du VIIe siècle, roman, 1840 [3].
- Esquisse d'une histoire des arts en Belgique, depuis 1640 jusqu'à 1840, Anvers, 1841,  impr. de L. J. de Cort, 193 p.